# Grevillea acanthifolia
Grevillea acanthifolia är en tvåhjärtbladig växtart. Grevillea acanthifolia ingår i släktet Grevillea och familjen Proteaceae.

## Underarter
Arten delas in i följande underarter:
- G. a. acanthifolia
- G. a. paludosa
- G. a. stenomera